# Pärlsträckspindel
Pärlsträckspindel (Tetragnatha obtusa) är en spindelart som beskrevs av Carl Ludwig Koch 1837. Pärlsträckspindel ingår i släktet sträckkäkspindlar, och familjen käkspindlar. Arten är reproducerande i Sverige.

## Underarter
Arten delas in i följande underarter:
- T. o. corsica
- T. o. intermedia
- T. o. proprior